# Paul Durm
Paul Durm (* 15. September 1920 in Rodalben; † 5. Dezember 2015 ebenda) war ein deutscher Politiker (CDU). Er war von 1964 bis 1975 Mitglied des Landtages Rheinland-Pfalz.

## Leben
Durm besuchte die Volksschule und das Gymnasium. Danach machte er ein kaufmännische Lehre und war dann bis 1939 in der väterlichen Schuhfabrik tätig. Von 1939 bis 1945 leistete er im Zweiten Weltkrieg Kriegsdienst und war dann bis Ende 1945 in amerikanischer Kriegsgefangenschaft. Danach arbeitete er am Wiederaufbau des Betriebs.

## Politik
Durn war Vorsitzender der JU Rodalben. 1947 wurde er Mitglied der CDU und war Vorsitzender des CDU-Ortsverbands Rodalben. Seit 1959 war er Mitglied des CDU-Kreisvorstands, seit 1958 Vorsitzender des CDU-Kreisverbands Pirmasens.
Kommunalpolitisch war er von 1948 bis 1982 Mitglied des Stadtrats Rodalben. 1955 wurde er ehrenamtlicher (Mai) und hauptamtlicher (November) Bürgermeister in
Rodalben und war von 1972 bis 1982 in Personalunion Bürgermeister der Stadt Rodalben
und Bürgermeister der gleichnamigen Verbandsgemeinde.
1960 bis 1990 war er Mitglied des Kreistags, ab 1963 Fraktionsvorsitzender und 1963 bis 1990 Erster Kreisdeputierter des Landkreises Pirmasens.
Für den verstorbenen Hermann Seibel rückte er 1964 in den Landtag nach. Bei den beiden folgenden Wahlen schaffte er auf Anhieb den Sprung ins Parlament und gehörte dem Innenausschuss des Landtags an. 
Daneben war er von 1957 bis 1964 Kreisgruppenvorsitzender des Gemeinde- und Städtebunds Rheinland-Pfalz, Vorsitzender des Verwaltungsrats und geschäftsführender Vorsitzender des Stiftungsrats des St. Elisabeth-Krankenhauses Rodalben, Mitglied im Vorstand des Landkreistags Rheinland-Pfalz, im Verwaltungsausschuss des Arbeitsamts Pirmasens, im Landesplanungsbeirat, im Kirchenverwaltungsrat, im Aufsichtsrat der VR-Bank und im Vorstand des DRK.

## Ehrungen
- Bundesverdienstkreuz am Bande (1971)
- Bundesverdienstkreuz Erster Klasse (1975)
- Ehrenbrief der Verbandsgemeinde und Ehrenbürger der Stadt Rodalben (1982)
- Kreisplakette
- Ehrenteller und Ehrenring des Landkreises Pirmasens (1985)
- Ehrenbürger des Landkreises Südwestpfalz (2011)